# NHL 2004/2005
Sezóna 2004/2005 měla být 88. sezonou NHL. 16. září 2004 bylo oznámeno, že se start sezony odkládá kvůli chybějící kolektivní smlouvě, hráčská asociace a majitelé klubů se totiž nedohodli především na výši hráčských platů. A 16. února 2005 bylo oznámeno definitivní zrušení sezony. Této události se říká Lockout v NHL.